# Гуннхільд Сундлі
Гюнхільда Ейда Сундлі (нар. 2 липня 1985) — норвезька співачка, артист. Народилась та виросла у Оркдалі, Норвегія Та тепер проживає у Тронгеймі.

## Кар'єра
Сундлі почала з «кведе» (Традиційний норвезький спів) з 9-ти років, та відтоді співала класичну та джаз музику. Навчалась «кведінгу» у Геймдальській старшій школі (старшій школі).
Сундлі більш відома як співачка гурту Gåte з 1999 року, допоки вони не взяли перерву у 2005. У 2017 Gåte повернулись з новим міні-альбомом, та повним альбомом у 2019. Тепер вони працюють з публікацією «Best of» альбомом, з новим альбомом у 2021.
В лютому 2006 року вона почала свою авторську кар'єру зі своїм дебютом у кабаре «Cafe Isogaisa» Ганса Ротмо, та продовжила в червні, зігравши роль Анни у Хокон і Карк у Тронгхеймі. У серпні вона зіграла Люсі У опері про Олав Енгельбрексона У Штайнвіхольмені, до того як вона взяла участь у ролі Рауди Вінтер в Левангері у вересні. У 2007 вона грала роль Ібсена Дике каченя, у Тренделазькому театрі, та також вона грала головну роль Марен у історичному творі Марен засуджена до смерті У Хітрі Того ж року. У 2024-му, Gåte взяли участь у Melodi Grand Prix, у Норвезькому нацвідборі на Євробачення з піснею «Ulveham», та пройшовши у фінал посіли 25-те місце на конкурсі
Сундлі випустила свій соло альбом Tankerop у 2013.

## Дискографія

### Соло альбоми
- 2013: Tankerop (EMI)

### Колаборації
З Gåte
- 2000: Gåte
- 2002: Jygri (Warner Elektra Atlantic)
- 2003: Statt opp (Maggeduliadei)
- 2004: Iselilja (Warner Elektra Atlantic)
- 2006: Liva (Warner Elektra Atlantic), live
- 2017: Attersyn
- 2019: Svevn

З Aasmund Nordstoga
- 2015: Sæle Jolekveld